# Scampitella
Scampitella es uno de los 119 municipios o comunas ("comune" en italiano) de la provincia de Avellino, en la región de Campania. Con cerca de 1.737 habitantes, se extiende por una área de 15 km², teniendo una densidad de población de 96 hab/km². Linda con los municipios de Anzano di Puglia, Bisaccia, Lacedonia, Sant'Agata di Puglia, Trevico, Vallata, y Vallesaccarda.

## Demografía
| Gráfica de evolución demográfica de Scampitella entre 1861 y 2001 |
|                                                                   |
| Fuente ISTAT - elaboración gráfica de Wikipedia                   |

- Datos: Q55110
- Multimedia: Scampitella / Q55110

1. ↑  Worldpostalcodes.org, código postal n.º 83050.
2. ↑  «Codici Catastali». Comuni-italiani.it (en italiano). Consultado el 29 de abril de 2017.